# Ján Hunka
Ján Hunka (1958. december 26. – 2021. február 7.) szlovák régész, numizmatikus.

## Élete
1978-1982 között végzett a Comenius Egyetem levéltár- és segédtudományai szakon. 1983 óta a Nyitrai Régészeti Intézet munkatársa. 1994-1997 között doktori fokozatot szerzett a Nyitrai Régészeti Intézetben.
A Szlovák Régészeti Társaság tagja és a Szlovák Köztársaság Nemzeti Numizmatikai Bizottságának elnöke.

## Elismerései
- 2018 a nyitrai Régészeti Intézet bronz érme

## Művei
- 1993 Čeladice – Bulletin k 880. výročiu obce (társszerző)
- 1994 Nálezy mincí na Slovensku IV. (társszerző)
- 2002 Arabský bronzový fals z konca 8. stor. z Bratislavy. Slovenská numizmatika
- 2005 Poklady mincí z Pezinka a okolia (társszerző)
- 2007 Zabudnutý poklad (társszerző)
- 2007 Význam mincí a iných s obchodom spojených pamiatok zo 16. – 20. storočia zo Slovenska. Musaica XXV. Archiválva 2022. január 25-i dátummal a Wayback Machine-ben
- 2009 Slovenské dejiny I. (társszerző)
- 2009 Kronika peňazí na Slovensku (társszerző)
- 2018 Dve zaujímavé mince z Malých a Veľkých Chyndíc. Denarius 7.